# Assembler (Informatik)
Ein Assembler (auch Assemblierer) ist ein Computerprogramm, das Quelltext in Maschinensprache übersetzt. Der Quelltext eines Assemblerprogramms ist in Textform mit Hilfe mnemonischer Symbole in Assemblersprache geschrieben. Assembler zählen zu den von Programmierern verwendeten Werkzeugen.
Der erste Quelltext, in dem Assemblersprache zur Darstellung von Maschinencode verwendet wird, findet sich in Kathleen und Andrew Donald Booths 1947 erschienenem Werk “Coding for A.R.C.”. Der erste Assembler wurde zwischen 1948 und 1950 von Nathaniel Rochester auf dem Computersystem IBM 701 implementiert. 

## Beschreibung
Immer mehr an maschinennaher Programmierung – die Domäne von Assemblersprache – kann heute fast vollständig durch höhere Programmiersprachen abgedeckt werden. Auch steht der Möglichkeit der Erstellung effizienter Programme die erschwerte Wartbarkeit von Assemblerprogrammen gegenüber. Für optimalen Code wird immer mehr Kontextwissen benötigt (zum Beispiel: Cachenutzung, Lokalität, temporale Nutzung etc.). Ein Beispiel hierfür wäre der SSE-Befehl movntq, welcher wegen fehlenden Kontextwissens nicht oder nur sehr spekulativ von Compilern eingesetzt werden kann. Auf der anderen Seite benutzen die meisten Compiler für höhere Programmiersprachen nur einen kleinen Teil des Befehlssatzes der CPU (ein Sachverhalt, der zur Entwicklung von RISC-Prozessoren geführt hat), während dem Assemblerprogrammierer der vollständige Befehlssatz zur Verfügung steht, sodass er in manchen Situationen effizientere Befehle benutzen kann, die dem reinen Hochsprachenprogrammierer nicht zugänglich sind.
Einige Programmiersysteme für höhere Programmiersprachen gestatten es, Assemblersprachenbefehle mittels Inline-Assembler in den Quelltext zu integrieren. Die Anwendung kann sich dann auf die Situationen beschränken, in denen es aus funktionalen oder Effizienzgründen notwendig oder nützlich ist, maschinennah zu programmieren. Zu beachten ist, dass verschiedene Prozessorarchitekturen grundverschiedene Assembler- und Maschinensprachen haben, so dass jeweils ein zur aktuellen Architektur passender Assembler benötigt wird und die Programme nicht oder nur unter großen Einschränkungen portabel sind. Makroassembler gestatten die Bildung von parametrisierbaren Anweisungen. Eine Makroanweisung wird im Allgemeinen in mehr als einen Maschinenbefehl umgesetzt.

## Abgrenzung zu Hochsprachencompilern
Assembler sind immer spezifisch auf einen oder wenige Prozessortypen ausgerichtet. Für die IA32-Architektur unterscheiden sich Assembler und Assemblersprache beispielsweise vollständig von dem für die MIPS-Architektur. Manche Hochsprachencompiler übersetzen ein Programm zuerst in Assemblersprache und rufen dann einen Assembler zur Erzeugung von Maschinensprache auf. Während sich Hochsprachen eher an der menschlichen Sprache orientieren und somit verhältnismäßig leicht verständlich sind, orientiert sich Assemblersprache eng an der Maschine. In Assemblersprache entsprechen die Opcodes und die Referenz von Datenfeldern (wie add BETRAG,SUMME) als sogenannte Mnemonics dem Befehlssatz der jeweiligen CPU; dessen Verständnis ist somit bei Assembler Voraussetzung. Dagegen muss man sich in einer Hochsprache kaum oder überhaupt nicht um die darunterliegende CPU kümmern. Auch werden an einen Compiler ganz andere Ansprüche zum Erfassen des Laufzeitverhaltens eines Programms gestellt, besonders beim Treffen auf rekursive Funktionen, oder große Mengen zusätzlichen Quellcodes generiert (etwa Templates), teilweise auch bereits beim Kompilieren Code ausgeführt (Compile-Time-Function-Evaluation).
Obwohl vereinfacht und nicht immer zutreffend wird die Unterscheidung häufig darin gesehen, dass ein Compiler einzelne Anweisungen im Quelltext in jeweils mehrere Maschinenbefehle überführt, während bei einem Assembler hierbei typischerweise eine Eins-zu-Eins-Abbildung vorliegt.

## Aufgaben eines Assembler
- Umsetzen von Befehlsmnemonics in der Anweisung einer Assemblersprache – beispielsweise den Befehlscode „CLI“ in den Befehlscode „11111010“ (hexadezimal 'FA') einer Maschinensprache
- Umsetzen von Datenmnemonics in deren binäre Repräsentation – beispielsweise „BETRAG“ in Adresse=4711 und Länge=8
- Verwaltung von Konstanten
- Verwaltung von Adressen von Befehlen oder Daten
- Berechnen von zur Übersetzungszeit feststehenden Konstanten mov eax, 4*5 + 6*7 + OFFSET ProgrammStart
- Ignorieren von Kommentaren bei der Codegenerierung
- Inkludieren anderer Programmcode-Dateien
- Interpretieren und Transformieren von Makrocode
- Bedingtes Übersetzen
- Bündeln von zusammengehörenden Daten (z. B. schreibgeschützte Daten)
- Zurückweisen von für diesen Prozessor oder Modus nicht erlaubten Befehlen
- Einbinden von Debugging-Informationen oder anderen Metadaten
- Erzeugen von Übersetzungs-Listings
- Erzeugen von Maschinencode, ggf. als Objektdateien für zweistufige Übersetzungsprozesse mit Linker und der Möglichkeit zur Einbindung weiterer Programmteile (z. B. Unterprogrammen) aus Bibliotheken

## Spezialformen

### Cross-Assembler
Ein Cross-Assembler ist eine Spezialform des Assemblers, der auf einer Computerplattform H (Host) läuft und Maschinencode für eine andere Computerplattform T (Target) erzeugt. Er ist damit ein spezieller Cross-Compiler. Cross-Assembler kommen heute vor allem bei der Entwicklung eingebetteter Systeme zum Einsatz, um schnellen und kompakten Code für Mikrocontroller und DSPs zu erstellen. Ein Beispiel ist der Cross-Assembler ASEM-51, der auf den Hostplattformen MS-DOS, Windows und Linux läuft. Er erzeugt Code für die Mikrocontrollerfamilie MCS-51 von Intel (Zielplattform).

### Disassembler
Ein Programm zum Rückübersetzen von Maschinensprache in Assemblersprache wird als Disassembler bezeichnet. Diese Rückübersetzung ist möglich, da es – anders als bei Hochsprachen – eine Eins-zu-Eins-Beziehung zwischen einfacher Assemblersprache und Maschinensprache gibt. Dabei können jedoch Bezeichner und Kommentare nicht wiederhergestellt werden, da diese durch die Assemblierung verloren gehen. Meist werden Assemblersprachen um Makrofunktionalitäten ergänzt, so dass diese direkte Abbildung nur noch teilweise möglich ist.

### Maschinensprachemonitor
Auf einigen Plattformen existiert eine sehr einfache Version eines Assemblers, kombiniert mit der Möglichkeit, Programme interaktiv zu testen und zu analysieren, die Maschinensprachemonitor genannt wird.

## Hersteller und Produkte
Für die x86-Prozessoren-Familie und kompatible Prozessoren (zum Beispiel Intels Pentium oder AMDs Athlon) sind der Microsoft Macro Assembler (MASM), der Borland Turbo Assembler (TASM) und der Netwide Assembler (NASM) weit verbreitet. Auch der Flat Assembler (FASM) bietet viele Features, die ein moderner Assembler benötigt. Yasm schließlich ist ein Rewrite von NASM unter BSD-Lizenz. Neben Assemblern, die die Intel-Syntax kennen, gibt es noch solche, die Assemblercode in der AT&T-Syntax assemblieren können, wie den unter Linux hauptsächlich genutzten GNU Assembler (GAS).
GAS unterstützt ab Version 2.10 über die .intel_syntax Direktive auch die Intel-Syntax. Auf IBM-Großrechnern (System z) wird der High Level Assembler verwendet, Hercules-Anwender müssen entweder den veralteten Assembler Assembler-F benutzen oder aber den Tachyon Legacy Assembler verwenden, welcher unter Linux für z/Series läuft. Für die Mikrocontrollerfamilie MCS-51 von Intel, deren erster Vertreter der 8051 war, gibt es den freien Macroassembler ASEM-51. Heute gibt es bereits hunderte von 8051-Derivaten von über 50 Halbleiterherstellern.